# Lahr (Westerwald)
Lahr ist ein Ortsteil der Gemeinde Waldbrunn (Westerwald) im mittelhessischen Landkreis Limburg-Weilburg. Der Ort liegt am Kerkerbach am südlichen Rand des Oberwesterwalds. Er hat über 1300 Einwohner. Der im Jahr 782 erstmals erwähnte Ort hatte als Kirch- und Marktort lange eine zentrale Bedeutung für die umliegenden Dörfer. Noch heute wird das Ortsbild des ehemaligen Haufendorfs von der romanischen Pfeilerbasilika St. Johannes Enthauptung bestimmt. In den Jahren von 1337 bis 1866 gehörte der Ort, mit Unterbrechungen, zum Machtbereich des Hauses Nassau.

## Geographie

### Geographische Lage

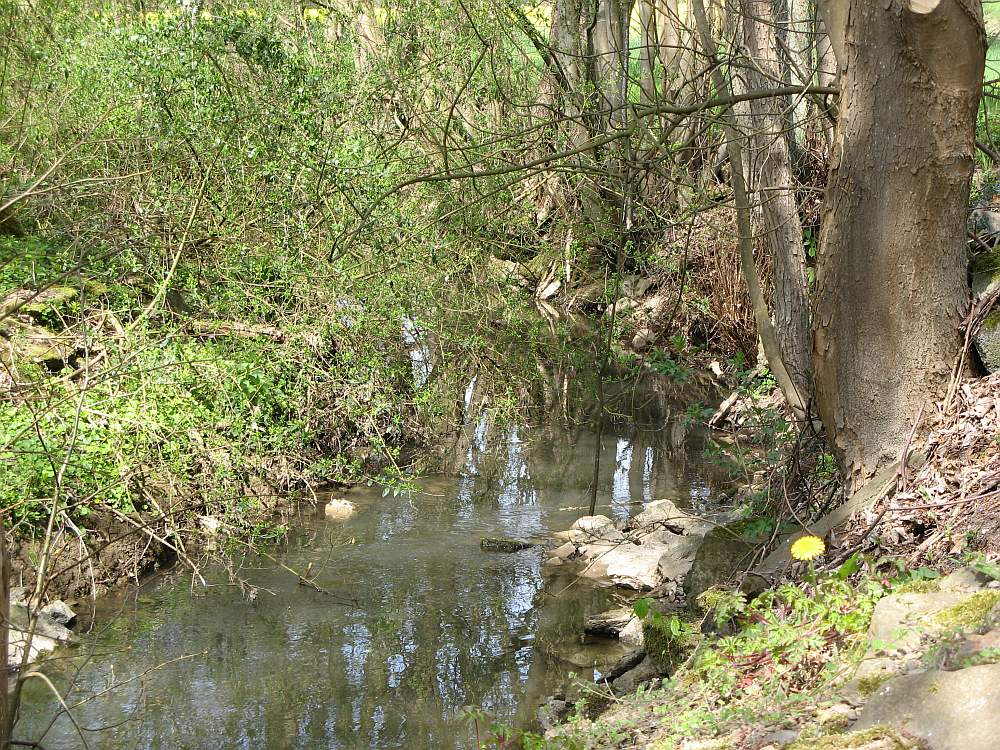
Der Kerkerbach nahe der Schlagmühle

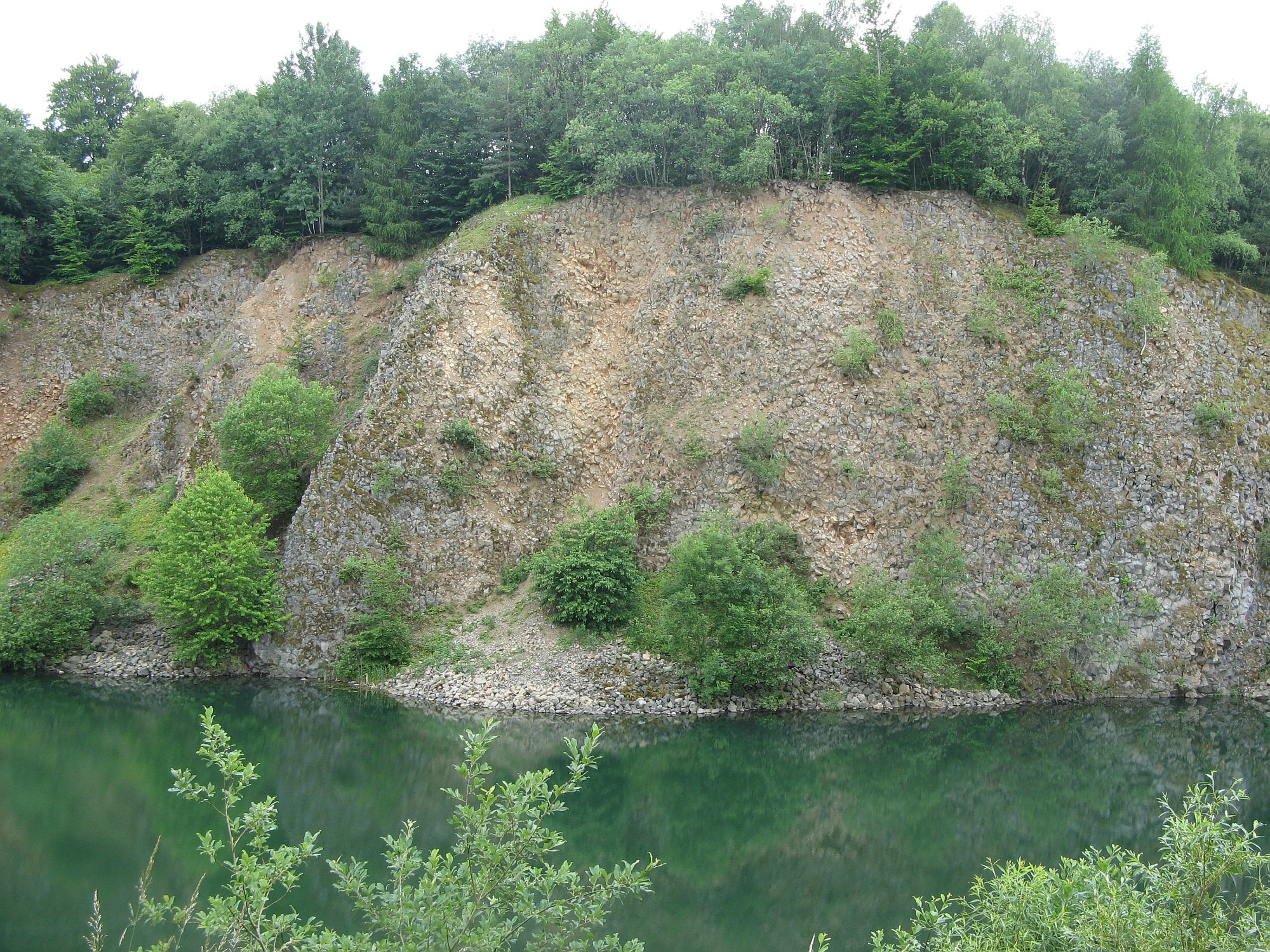
Der ehemalige Basaltsteinbruch „Füllburg“ zwischen Lahr und Waldernbach

Lahr liegt im südlichen Westerwald, etwa 18 Kilometer nördlich von Limburg an der Lahn, 12 Kilometer westlich von Weilburg und 13 Kilometer östlich von Westerburg. Der Ort liegt in Hessen und ist etwa zwei Kilometer von Rheinland-Pfalz entfernt. Die Gemarkung hat eine Größe von 7,41 km². Der Ort liegt an der Westgrenze innerhalb der Gemarkung. Der größte Teil der Gemarkung erstreckt sich daher östlich des Ortes in Richtung Merenberg und Heckholzhausen. Hier ist die Grenze etwa 2 bis 2,5 km vom Ortsrand entfernt.
Die angrenzenden Orte sind, von Norden beginnend, im Uhrzeigersinn: Waldernbach (Gemeinde Mengerskirchen), Merenberg (Gemeinde Merenberg), Heckholzhausen (Gemeinde Beselich), Hintermeilingen mit Schlagmühle, Ellar, Hausen, Fussingen (Gemeinde Waldbrunn Westerwald), die alle zum Landkreis Limburg-Weilburg in Hessen gehören.
Lahr liegt in einer ehemals versumpften Mulde des Kerkerbachs, oberhalb von 210 m ü. NN, und ist von bewaldeten Basalthöhenrücken umgeben. Quellen des Kerkerbachs befinden sich im Norden und vor allem bei Fussingen. Die höchste Erhebung ist der Backenscheid mit 390 m ü. NN, gefolgt vom Berg Füllburg mit 358 m ü. NN, beide nördlich von Lahr Richtung Waldernbach. Dieser Rücken setzt sich östlich über den Pilzberg (346 m ü. NN), Steinbühl und Maiberg (290 m ü. NN) bis an den Kerkerbach fort. Nach Süden ist das Tal geöffnet, hier schlängelt sich der Kerkerbach Richtung Heckholzhausen. Südlich des Kerkerbacheinschnitts zwischen Lahr und Hintermeilingen erstreckt sich ein Höhenrücken aus den Bergen Honig (312 m ü. NN), Steinkopf (329 m ü. NN) und Obernholz (331 m ü. NN) Richtung Ellar.

### Geologie

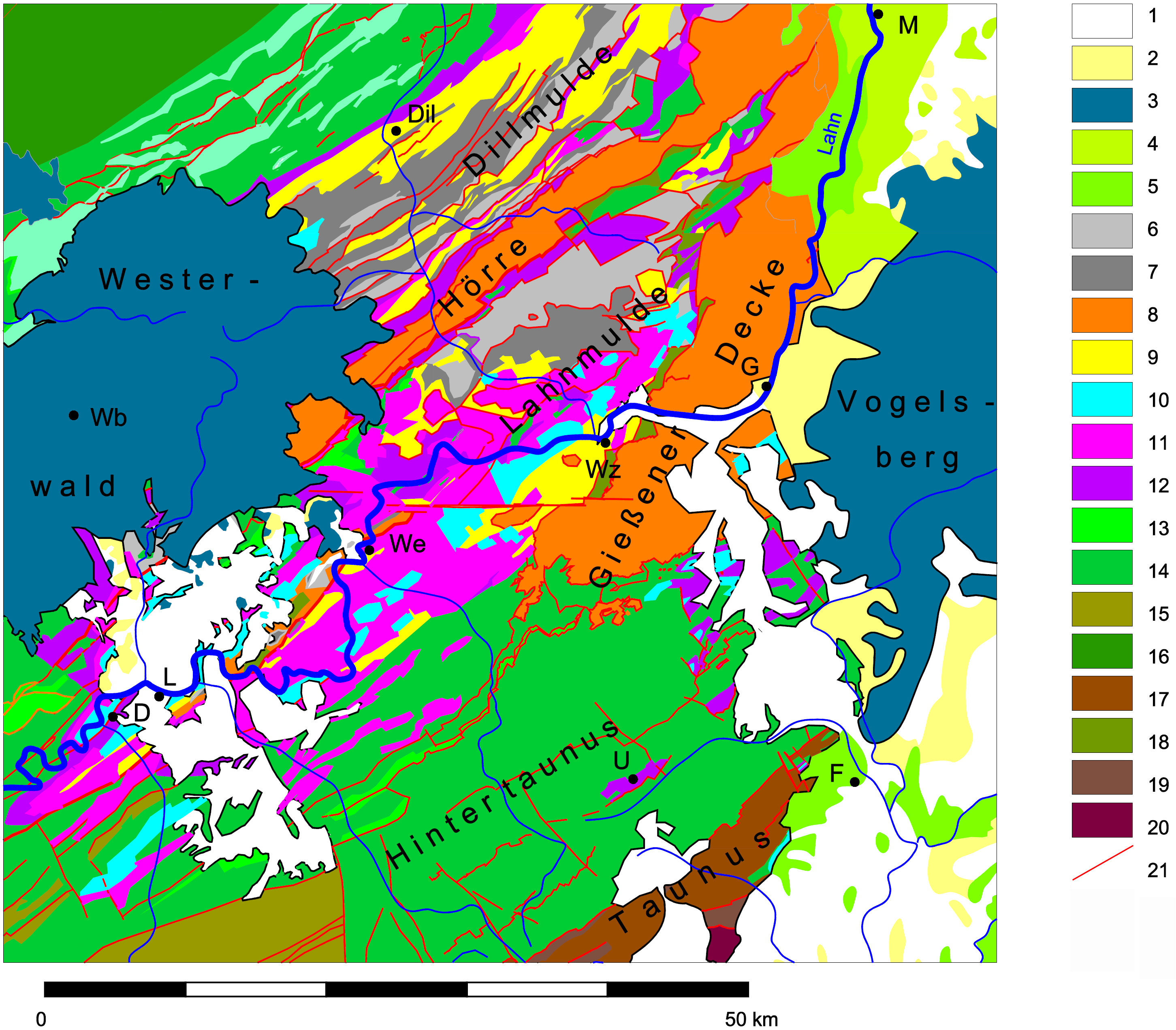
Geologische Karte der „Lahn/Dill-Region“ und angrenzender Gebiete. Lahr liegt hierauf im Westen im Westerwald zwischen Westerburg und Weilburg

Der Ort liegt im Übergangsbereich zwischen dem Oberwesterwald und dem Limburger Becken im Oberwesterwälder Hügelland. Der Untergrund besteht aus oberdevonischem Schiefer, der am Kerkerbacheinschnitt in Richtung Heckholzhausen hervortritt. Diese Schicht besitzt ein Alter vor etwa 300 Millionen Jahren. Über dieser Schicht haben sich tertiäre Ablagerungen, vor allem während der Miozänzeit vor etwa 20 Millionen Jahren, gebildet. Diese bestehen im Wesentlichen aus Basalten und Tonen, aber auch Braunkohle, Phosphorit, Kupfererzen, Pyrit, Eisenerzen und Manganerzen. Der Oberboden ist lößhaltig.

### Klima
Die Jahresmitteltemperatur liegt bei 7,5 °C. Die mittlere jährliche Niederschlagsmenge beträgt etwa 750 Millimeter und ist damit etwas geringer als im Oberwesterwald. Durch die mittlere Höhenlage zwischen dem Lahntal und dem hohen Oberwesterwald gibt es nur wenige Nebeltage.

## Geschichte

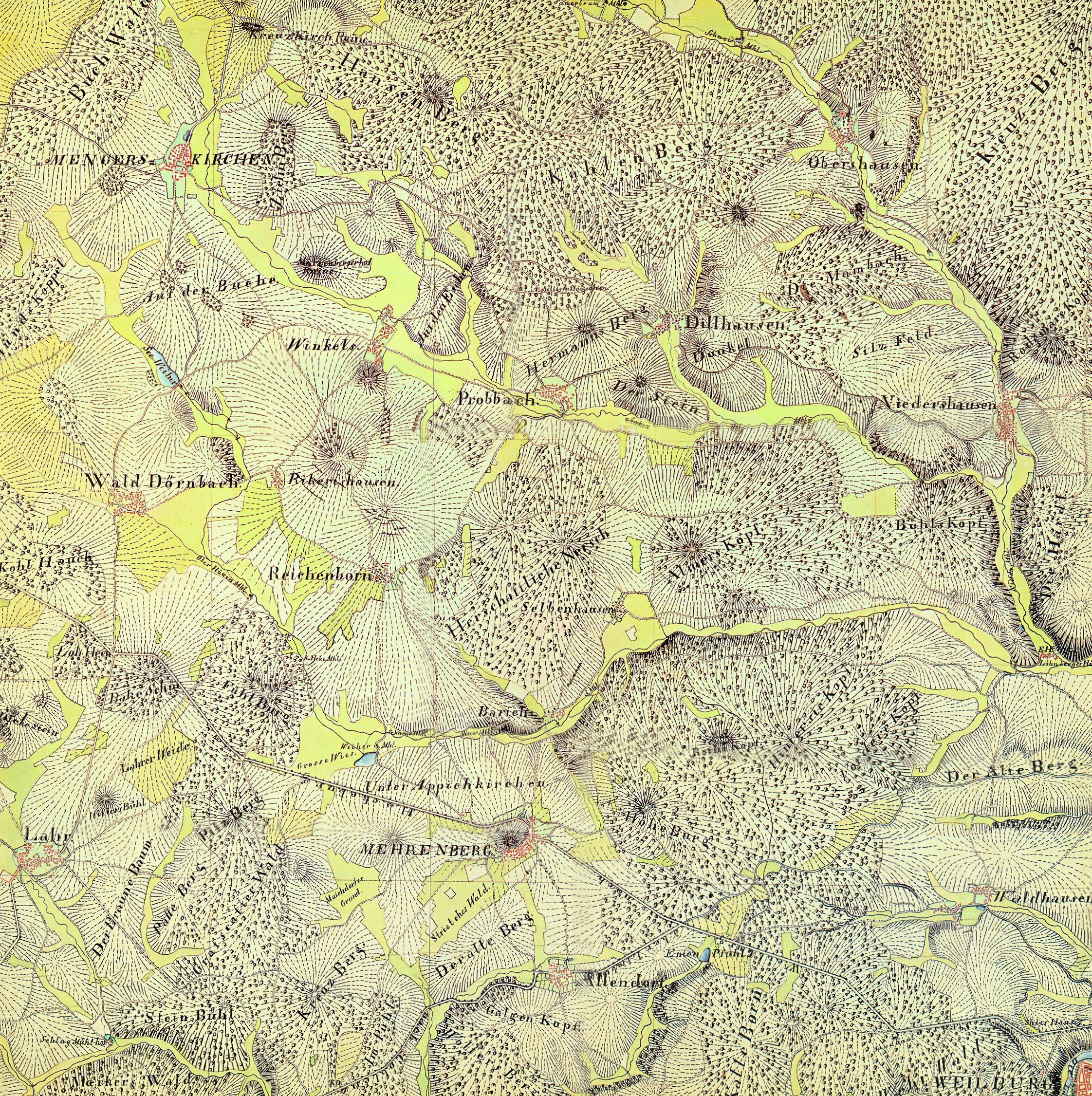
Die Karte der Topographische Aufnahme der Rheinlande von 1819, auf der Lahr verzeichnet ist

### Urgeschichte und Ersterwähnung
Der Ort wurde wahrscheinlich bereits während einer vorgermanischen Siedlungsperiode gegründet. Von der Dornburg, dem Heidenhäuschen, bei Fussingen und vor allem in der Lahrer Gemarkung sind Funde bekannt. 23 Hügelgräber, zwei keltische Wallanlagen und eine Siedlungslandschaft mit Grubenhaus wurden u. a. entdeckt, die eine keltische Besiedlung während der späten Hallstattzeit und der La-Tène-Zeit belegen. Bei Ausgrabungen in 2014 und 2015 wurden 284 keltische Artefakte entdeckt.
Nach einer Urkunde vom 10. Juni 782 schenkte ein gewisser Frechkolf dem Kloster Lorsch Ländereien „in Pago Logenehe in villa Lara“. Bei dieser Urkunde könnte es sich um die älteste Erwähnung des Ortes Lahr handeln. Die Zuordnung der Urkunde ist jedoch umstritten, da sie sich auch auf Lohra bei Marburg beziehen könnte.
Die älteste bekannte eindeutige urkundliche Erwähnung erfolgte im Jahr 1213. Lahr war der Zentralort der Zent Lahr und Sitz der Pfarrei des gleichnamigen Kirchspiels. Die Zent Lahr war Teil des Amtes Ellar. Das Kirchspiel stand unter dem Petronat des Stifts Gemünden und geht daher vermutlich auf das frühe 9. Jahrhundert zurück. Zur Zent und zum Kirchspiel gehörten 14 Ortschaften. Neben den heute zur Gemeinde Waldbrunn gehörenden Orten Ellar, Hausen, Fussingen, Lahr und Hintermeilingen waren dieses der Ort Waldernbach und die Wüstungen Oberlahr, Bortelbach, Brechelbach, Breitenbach, Winnau, Renderode, Graleshofen und Oberndorf.
Die Wüstungen Oberlahr (zwischen Lahr, Waldernbach und Fussingen) und Gralshofen (etwa ein Kilometer östlich von Lahr) lagen im Bereich der heutigen Gemarkung. Oberlahr ist wie Lahr 1213 erstmals urkundlich erwähnt worden. Oberndorf lag etwa ein Kilometer südlich von Ellar, Brechelbach zwischen Hausen und Neunkirchen am Lasterbach, Breitenbach östlich von Waldernbach die übrigen im heutigen Wald zwischen Waldernbach, Elsoff und Neunkirchen. An Oberndorf erinnert der Oberndorfer Hof, der sich am ehemaligen Standort befindet.

### Verwaltungsgeschichte
Gegen Ende der Karolingerzeit gehörte das Amt Ellar mit den vier Zenten zum Niederlahngau des Herzogtums Franken. In Lahr bestand ein Gericht der Herren von Molsberg das aber bereits im 13. Jahrhundert an die Grafschaft Diez überging. Die Grafen von Diez verlegten das Gericht nach Ellar. Dieser Schritt war gegen die Herren von Westerburg gerichtet, die als Vögte des Stift St. Severus in Gemünden auch die Vogteirechte über das Kirchspiel Lahr besaßen.
Ab dem Jahr 1315 war die Zent Lahr an die Herrschaft Merenberg verpfändet. Die Einlösung erfolgte vor 1333. Im Jahr 1337 verpfändete die Grafschaft Diez die Gebiete erneut, diesmal an das Haus Nassau-Hadamar. Die Einlösung erfolgte zwischen 1356 und 1362.
Im Jahr 1367 trat die Grafschaft Diez das Amt Ellar mit der Zent Lahr als Mitgift an die Grafschaft Katzenelnbogen ab. Nach dem Ende des Erbfolgestreits der Grafschaft Nassau-Hadamar erhielt 1408 das Haus Nassau-Dillenburg ein Drittel des Amtes Ellar, der Rest verblieb bei der Grafschaft Katzenelnbogen.
Mit dem Tod von Philipp von Katzenelnbogen 1479 starben die Grafen von Katzenelnbogen im Mannesstamm aus. Es kam zu einem lang anhaltenden Streit zwischen den Grafen von Nassau-Dillenburg und der Landgrafschaft Hessen um das reiche Erbe. Als nächster Verwandter Philipps ergriff Heinrich III. von Hessen-Marburg Besitz des Katzenelnbogener Erbes. Die hessischen Landgrafen verkauften 1534 die Hälfte ihres Anteils an Kurtrier. Mit dem Vergleich im Katzenelnbogener Erbfolgestreit 1555 kam das Amt Ellar komplett an Nassau-Dillenburg.

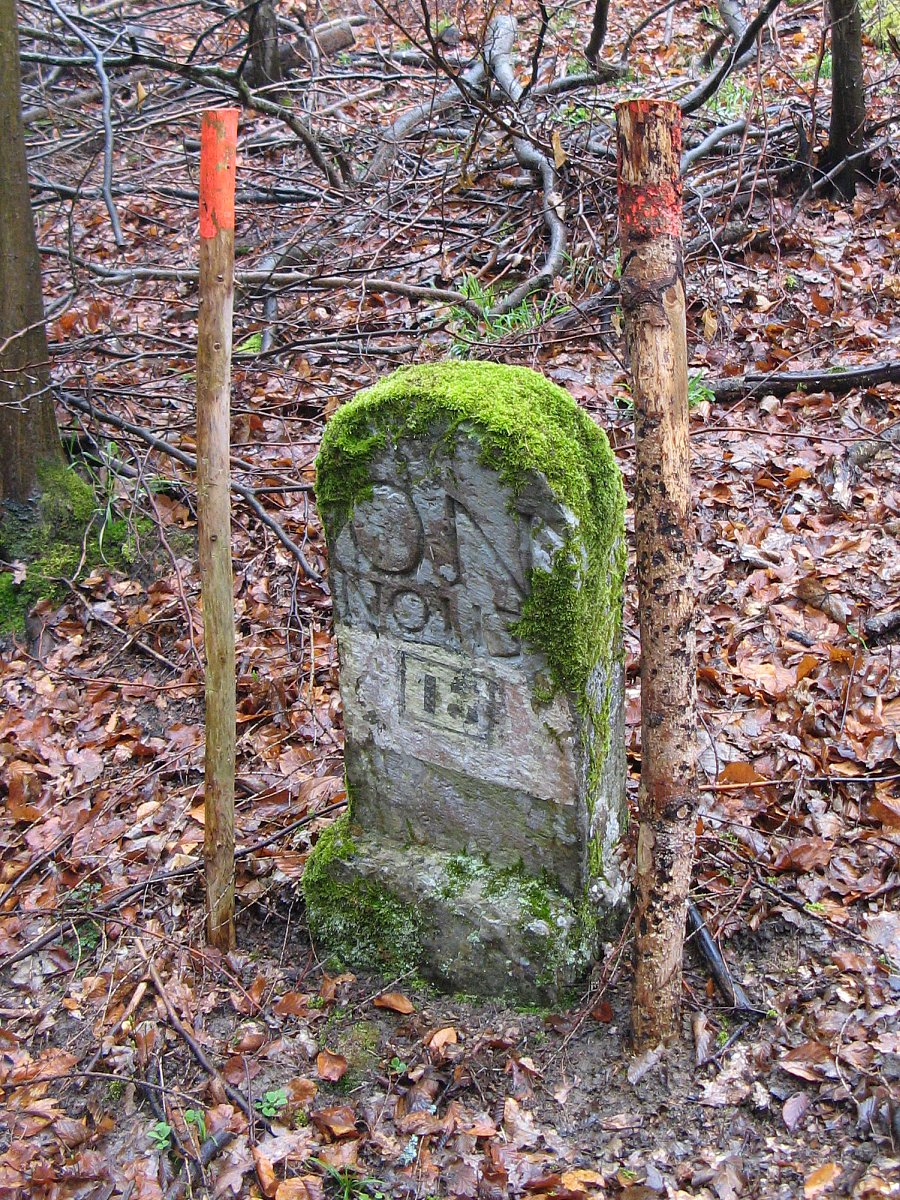
Grenzstein 113 der Grenze zwischen Oranien-Nassau und Nassau-Weilburg

Bei der Erbteilung des Hauses Nassau-Dillenburg im Jahr 1607 wurde das Amt Ellar der neu gegründete Grafschaft Nassau-Hadamar unter Graf Johann Ludwig zugewiesen. Im Jahr 1650 wurde die Grafschaft zum Fürstentum erhoben. Nach dem Aussterben des Hauses Nassau-Hadamar 1711 wurde das Fürstentum mehrfach zwischen den übrigen Ottonischen Linien des Hauses Nassau geteilt. Lahr fiel 1717 an das Haus Nassau-Dillenburg, 1739 an Haus Nassau-Diez, 1742/43 an das Haus Nassau-Siegen (Katholisch), 1743 wieder an Nassau-Diez als letzte ottonische Linie.
Im Jahr 1806 wurde Lahr in das Großherzogtum Berg eingegliedert. Der Ort war ab 1807 der Hauptort der Mairie Lahr im Canton Hadamar. Dieser gehört zum Arrondissement Dillenburg und damit zum Département Sieg. Nach der Niederlage Napoléon Bonapartes in der Völkerschlacht bei Leipzig wurde die oranisch-nassauische Landeshoheit wieder hergestellt. Das Haus Oranien-Nassau tauschte seinen Besitz im Westerwald jedoch schon auf dem Wiener Kongress mit dem Königreich Preußen gegen Luxemburg. Das Königreich Preußen übergab noch am selben Tag das Gebiet an das Herzogtum Nassau.

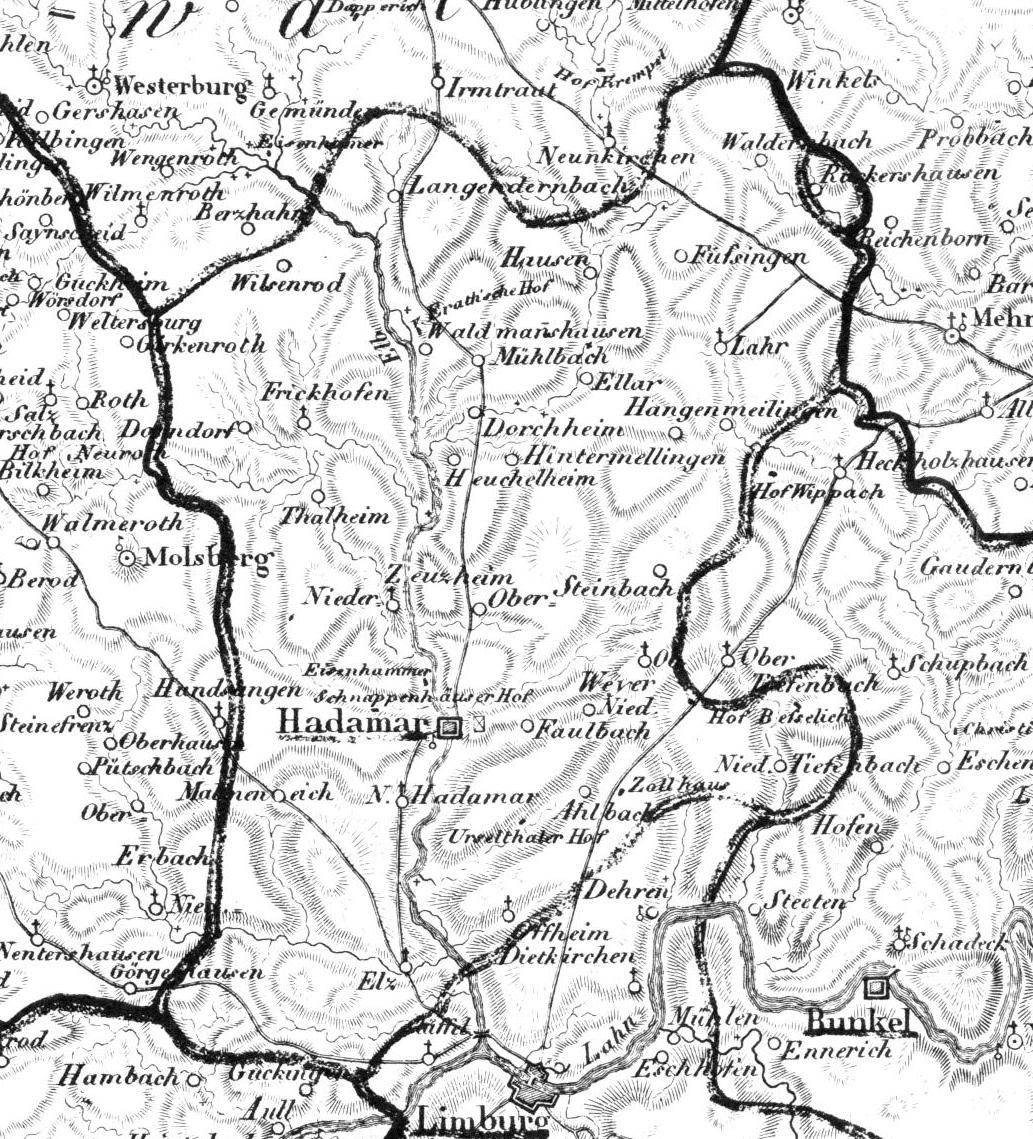
Karte von 1828 des Amt Hadamar im Herzogtum Nassau

Bei der Neugliederung der Ämter im Herzogtum Nassau im Jahr 1816 wurde Lahr dem Amt Hadamar zugeschlagen. Nach der Annexion des Herzogtums Nassau gehörte Lahr ab 1866 wieder zum Königreich Preußen. Dort gehörte es der Provinz Hessen-Nassau und dem Regierungsbezirk Wiesbaden an. Im Jahr 1866 wurde durch die preußische Kreis- und Provinzialordnung die nassauische Ämterteilung aufgehoben. Lahr gehörte zum Oberlahnkreis und ab 1886 zum neugegründeten Kreis Limburg.
Im Jahr 1945 wurde der Ort der US-amerikanischen Besatzungszone zugeteilt und somit Teil Hessens. Lahr gehörte zum Regierungsbezirk Wiesbaden. Mit dessen Auflösung 1968 wurde Lahr Teil des Regierungsbezirks Darmstadt und 1981 Teil des Regierungsbezirks Gießen. Zum 1. Juli 1974 wurde der Ort Teil des neu geschaffenen Landkreises Limburg-Weilburg.
Zum 1. April 1972 fusionierten im Zuge der Gebietsreform in Hessen die bis dahin selbständigen Gemeinden Lahr, Fussingen und Hausen freiwillig zur neuen Gemeinde Waldbrunn. Der Name war ein Kompromiss der beteiligten Orte. Am 1. Juli 1974 wurde die alte Gemeinde Waldbrunn mit der Gemeinde Ellar kraft Landesgesetz zur neuen Gemeinde Waldbrunn zusammengeschlossen.
Für alle ehemals eigenständigen Gemeinden von Waldbrunn wurden Ortsbezirke mit Ortsbeirat und Ortsvorsteher nach der Hessischen Gemeindeordnung gebildet.
Bereits mit Schreiben vom 28. Februar 1973 sprach sich der hessische Innenminister gegen den Namen Waldbrunn als farblos und ortsfremd aus. Zur Unterscheidung von Waldbrunn (Unterfranken) schlug er den Namen Waldbrunn (Hessen) vor. Die Gemeinde trat für den Nemen Waldbrunn (Westerwald) ein. Diesen Namen erhielt sie schließlich am 1. Januar 1977.
Verwaltungsgeschichte im Überblick
Die folgende Liste zeigt die Staaten bzw. Herrschaftsgebiete und deren untergeordnete Verwaltungseinheiten, in denen Lahr lag:
- Im Früh- und Hochmittelalter: Herrschaft Ellar. Die Herrschaft Ellar bestand im Früh- und Hochmittelalter aus den Zenten Lahr, Elsoff (Westerwaldkreis, Rheinland-Pfalz), Niederzeuzheim und Frickhofen (Bleseberg), weshalb die Herrschaft auch als die „Vier Zehnten“ bezeichnet wurde.
- bis 1367: Heiliges Römisches Reich, Grafschaft Diez (1337–1405 als Pfand zur Grafschaft Hadamar)
- 1367–1405: Heiliges Römisches Reich, Grafschaft Katzenelnbogen, „Vier Zehnten“
- 1405–1479: Heiliges Römisches Reich, „Vier Zehnten“ (1/3 im Besitz von Nassau-Dillenburg und 2/3 im Besitz der Grafschaft Katzenelnbogen)
- 1479–1534: Heiliges Römisches Reich, „Vier Zehnten“ (2/3 der Landgrafschaft Hessen und 1/3 den Grafen von Nassau-Dillenburg)
- 1534–1557: Heiliges Römisches Reich, „Vier Zehnten“ (Landgrafschaft Hessen, die Grafen von Nassau-Dillenburg und Kurtrier je 1/3)
- 1557–1606: Heiliges Römisches Reich, Grafschaft Sayn, „Vier Zenten“
- 1606–1650: Heiliges Römisches Reich, Grafschaft Nassau-Hadamar, „Vier Zehnten“
- 1650–1711: Heiliges Römisches Reich, Fürstentum Nassau-Hadamar, Amt Mengerskirchen
- 1717–1743: Heiliges Römisches Reich, Fürstentum Nassau-Dillenburg, Amt Mengerskirchen
- 1743–1806: Heiliges Römisches Reich, Grafen von Nassau-Diez als Teil des Fürstentums Nassau-Oranien, Amt Mengerskirchen
- 1806–1813: Großherzogtum Berg, Département Sieg, Arrondissement Dillenburg, Kanton Hadamar
- 1813–1815: Fürstentum Nassau-Oranien, Amt Mengerskirchen
- ab 1816: Herzogtum Nassau, Amt Hadamar
- ab 1849: Herzogtum Nassau, Kreisamt Hadamar[Anm. 1]
- ab 1854: DeHerzogtum Nassau, Amt Hadamar
- ab 1867: Norddeutscher Bund[Anm. 2], Königreich Preußen, Provinz Hessen-Nassau, Regierungsbezirk Wiesbaden, Oberlahnkreis[Anm. 3]
- ab 1871: Deutsches Reich, Königreich Preußen, Provinz Hessen-Nassau, Regierungsbezirk Wiesbaden, Oberlahnkreis
- ab 1886: Deutsches Reich, Königreich Preußen, Provinz Hessen-Nassau, Regierungsbezirk Wiesbaden, Kreis Limburg
- ab 1918: Deutsches Reich, Freistaat Preußen, Provinz Hessen-Nassau, Regierungsbezirk Wiesbaden, Kreis Limburg
- ab 1944: Deutsches Reich, Freistaat Preußen, Provinz Nassau, Landkreis Limburg
- ab 1945: Amerikanische Besatzungszone, Groß-Hessen, Regierungsbezirk Wiesbaden, Landkreis Limburg
- ab 1946: Amerikanische Besatzungszone, Land Hessen, Regierungsbezirk Wiesbaden, Landkreis Limburg
- ab 1949: Bundesrepublik Deutschland, Land Hessen, Regierungsbezirk Wiesbaden, Landkreis Limburg
- ab 1968: Bundesrepublik Deutschland, Land Hessen, Regierungsbezirk Darmstadt, Landkreis Limburg
- ab 1974: Bundesrepublik Deutschland, Land Hessen, Regierungsbezirk Darmstadt, Landkreis Limburg-Weilburg, Gemeinde Waldbrunn[Anm. 4]
- ab 1981: Bundesrepublik Deutschland, Land Hessen, Regierungsbezirk Gießen, Landkreis Limburg-Weilburg, Gemeinde Waldbrunn

### Wirtschaftsgeschichte
Zwischen Lahr und Merenberg verlief im Mittelalter die Alte Rheinstraße als eine der Verbindungen von Mainz über Limburg nach Siegen. Wie die andere Altstraßen wurde sie bei dem Bau der neuen Chausseen um 1780 aufgegeben.
Die Bevölkerung lebte überwiegend von dem geringen Ertrag der Landwirtschaft auf den eher kargen Böden. Eine wichtige Rolle nahm über lange Zeit die Schafzucht ein. Die Landwirtschaft war seit dem Mittelalter in der Dreifelderwirtschaft organisiert. Es bestand Mühlenbann auf Mühlen in Hausen und bei Waldernbach. Der große Wald war der Grafschafter Wald am Pilsberg. Dieser war eine Domänenwald, die Nutzung durch die Bevölkerung führte wiederholt zu Konflikten mit der Obrigkeit.
Durch die Realerbteilung entstanden immer kleinere Höfe, was dazu führte, dass die Bevölkerung versuchte, weitere Einkunftsquellen zu erschließen. Um die wirtschaftliche Situation aufzubessern, waren viele Einwohner nebenher noch handwerklich tätig. Der wichtigste Handwerkszweig war das Mannemachen (Korbflechten). Hier war Lahr vor allem für die Backmannen, flache Körbe für den Einsatz in Bäckereien, berühmt.
Im Dreißigjährigen Krieg (1618–1648) kam das wirtschaftliche Leben zum Erliegen. Durchziehende Soldaten fügten der Bevölkerung mit ihren Plünderungen erheblichen Schaden zu. Die schlechte Versorgung führte zur Ausbreitung von Seuchen. 1679 hatte Lahr noch nicht die Anzahl der Einwohner erreicht, die vor Beginn des Krieges in dem Ort lebten.
Im 18. Jahrhundert setzte das Hausiererwesen ein. Die Handelsrouten der Sachsengänger reichten vom Rheinland bis nach Sachsen und in die Schweiz. Gehandelt wurde vor allem mit Töpferwaren, Wäsche und Kleidung. Die Obrigkeit versuchte ab 1730 dieses Gewerbe mit der Krämerzunftordnung für die Kirchspiele Frickhofen und Lahr in geordnete Bahnen zu lenken. Ebenfalls um 1730 begann der Anbau von Kartoffeln auf den Brachfeldern.
1780 wurde der Jahrmarkt in Lahr als bedeutendster Jahrmarkt und das Kirchspiel Lahr als das einträglichste in Oranien-Nassau bezeichnet. Der Markt fand jährlich am Dienstag nach dem 15. Juli und vier Wochen später, Mitte August, statt. Auf dem Markt, der auch von Bewohnern des Fürstentums Nassau-Weilburg besucht wurde, wurden etwa 300 Stück Rindvieh verkauft.

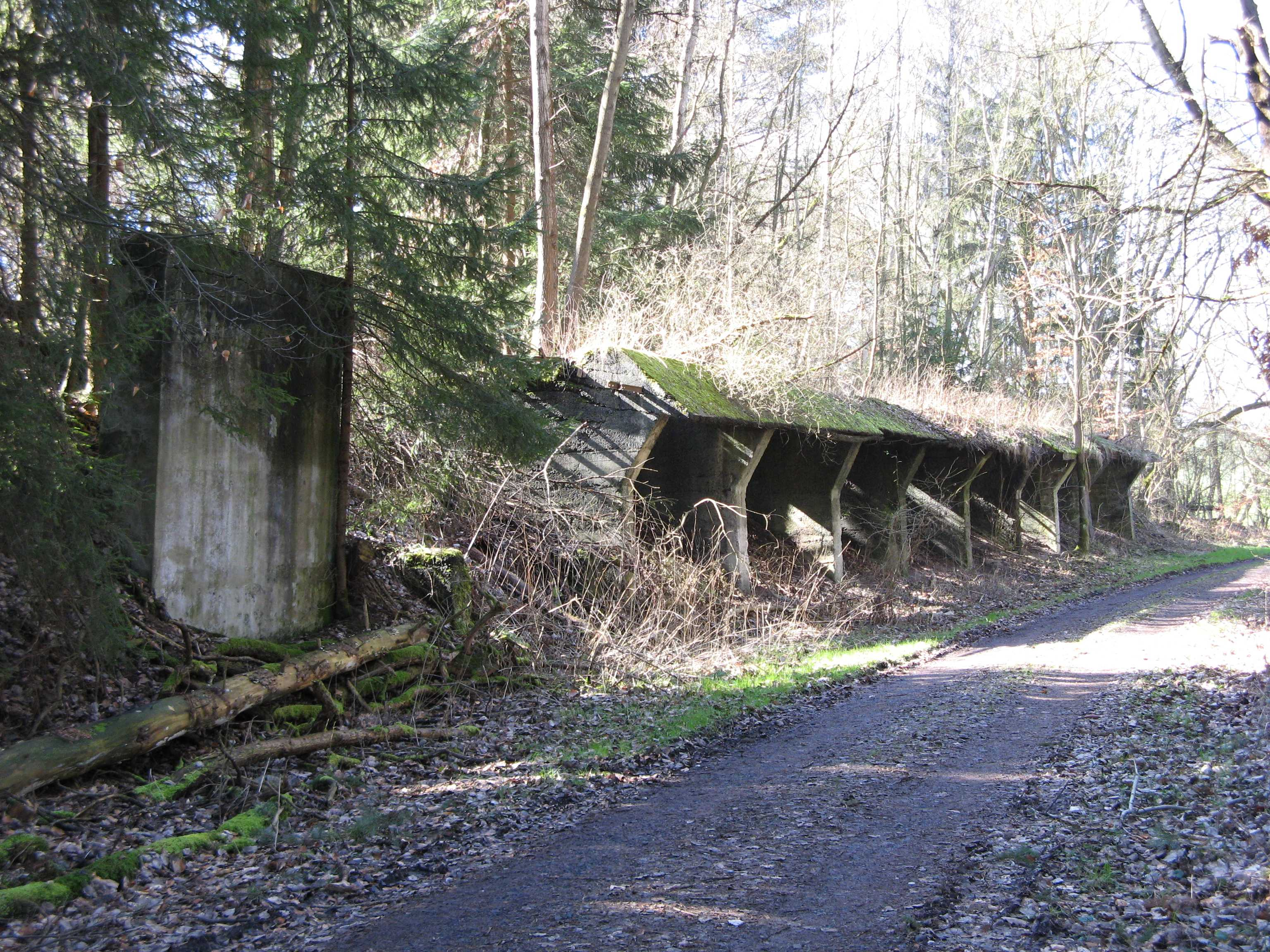
Laderampen der Tongruben Maria und Barwir II an der ehemaligen Kerkerbachbahn in der Nähe der Schlagmühle

Während der Herzoglich-Nassauischen Epoche kam es zu einem deutlichen Bevölkerungswachstum. Viele Bewohner waren weiter als Hausierer unterwegs. In Lahr wurde Brauneisenstein und Walkerde abgebaut.
Im Jahr 1905 wurde der Bahnhof Schlagmühle eröffnet, der Lahr an die Kerkerbachbahn anschloss. Der Bahnhof Lahr lag rund zwei Kilometer außerhalb des Ortes und damit etwa gleich weit entfernt wie der Bahnhof Fussingen und der Bahnhof Schlagmühle. Der Bahnhof Lahr diente hauptsächlich als Güterbahnhof für Bergbauprodukte und Holz. Die Gemeinde beteiligte sich am Bau, indem sie für 4000 Mark Aktien der Kerkerbachbahn A.G. erwarb. Durch die Bahn wurde der Warentransport erleichtert, was zu einer Ausweitung des Bergbaus führte. So wurden die Braunkohlegruben Alte Keller (nördlich von Lahr) und Kohlengrube (östlich von Lahr) angelegt. Ebenfalls wurde der Basaltsteinbruch Füllburg (nahe Waldernbach) eröffnet. Dieser verfügte über einen eigenen Bahnhof an der Bahnstrecke.
Nach den Schrecken des Ersten Weltkriegs waren die „Goldenen Zwanziger“ ein Zeitalter des Aufbruchs. Die Landwirtschaft verlor langsam an Bedeutung. Der letzte Schäfer stellte 1920 seinen Dienst ein. Nach der Flurbereinigung 1919/20 endete die seit dem Mittelalter praktizierte Dreifelderwirtschaft und wurde von der Fruchtwechselwirtschaft abgelöst. Immer mehr Bewohner nutzten die bessere Verkehrsanbindung und pendelten als Bauarbeiter in das Rheinland und das Ruhrgebiet. Zeitweilig bestanden Busverbindungen nach Köln und Düsseldorf. Gleichzeitig setzte der Tourismus als Erwerbsquelle ein. Mit der Weltwirtschaftskrise begann die Depression. Es wurde für die Pendler immer schwerer, Arbeit zu finden, und der Tourismus brach ein.
1946 wurde im Grubenfeld „Alte Keller“ wieder mit dem Braunkohleabbau begonnen. Bis zu hundert Menschen arbeiteten dort. Der Höhepunkt der Förderung wurde im Oktober 1948 mit 2.320 Tonnen erreicht. Gemäß Sozialisierungsartikel 41 der Hessischen Verfassung galt die Grube als sozialisiert. Seitens der hessischen Landesregierung wurde daher der Betrieb mit Krediten gefördert und Planungen zur Umwandlung in einen Staatsbetrieb vorgenommen. Aber bereits 1949 wurde die Grube wegen Unwirtschaftlichkeit wieder aufgegeben. Die Kerkerbachbahn wurde ab 1958 wieder stillgelegt und die Gleise bis 1960 abgebaut. Mit dem Ende der Kerkerbachbahn kam auch der Bergbau zum Erliegen.
Im Jahr 1953 wurde der Verkehrs- und Verschönerungsverein gegründet, der sich um eine Belebung des Tourismus kümmerte. Mit der Zunahme des Fremdenverkehrs erreichte Lahr am 7. November 1973 die staatliche Anerkennung als Erholungsort. Im Jahr 1980 folgte der Beitritt zur Initiative Ferienland Westerwald-Lahn-Taunus. Am 21. Juni 1983 folgte die staatliche Anerkennung als Luftkurort. Das sich ändernde Reiseverhalten in den 1980er und 1990er Jahren führte zu einem Abflauen des Tourismus. In den 1980er Jahren bestanden Pläne der hessischen Landesregierung das Gebiet zwischen Lahr und Merenberg als einer der Standorte einer Wiederaufarbeitungsanlagein Hessen zu nutzen. Es gab Proteste der Bevölkerung. Die Pläne für hessische Standorte wurden nicht umgesetzt.
Die fortschreitende technische Entwicklung führte zu einer schrittweisen Abkehr von der Landwirtschaft. Die Pendlerbewegung verschob sich zunehmend ins Rhein-Main-Gebiet.

### Ortsgeschichte

#### Mittelalter und Frühe Neuzeit
Aus der Zeit vor dem 17. Jahrhundert ist wenig über das Dorf überliefert. Die meisten Urkunden betreffen Hoheitsrechte oder sind der Kirchengeschichte zuzuordnen. So befreiten die Grafen von Nassau-Dillenburg und Katzenelnbogen die Orte des Kirchspiels 1450 gegen Zahlung einer jährlichen Abgabe von Frondiensten.
Im Jahr 1614 wütet eine Pestepidemie in Hintermeilingen, Ellar und Lahr. Im Dreißigjährigen Krieg (1618–1648) wurden das Dorf fast zerstört. Andere Orte in der Nachbarschaft verschwanden von der Karte. 1619 plünderten bayrische und habsburgische Soldaten den Ort. 1622/23 nahmen die Truppen des kaiserlichen Generals Johann t’Serclaes von Tilly im Westerwald Winterquartier. Im Amt Ellar wurden holsteinische Truppen untergebracht. 1624 wurde der Ort erneut von kaiserlichen Truppen geplündert. 1632/33 kam es zu starken Verheerungen durch schwedische Truppen. In der Folge brach die Pest unter der notleidenden Bevölkerung aus. Bereits 1636/37 brach die Pest erneut aus. Der Jesuitenpater Rutger Hesselmann machte sich um die Krankenpflege in Lahr verdient. Er starb an der Pest am 30. April 1637 und wurde auf Wunsch der Fürstin Ursula von Nassau-Hadamar in der Liebfrauenkirche in Hadamar bestattet. 1640 nahmen die schwedischen Truppen im Amt Ellar Quartier. Auf einen Einwohner kamen zwei Soldaten. 1646 wurde Lahr erneut von kaiserlichen Truppen geplündert, die alles bis auf wenige Häuser niederbrannten. Während des Dreißigjährigen Krieges fielen fünf Einwohner aus Lahr als Soldaten im kaiserlichen Dienst.
Im Jahr 1736 beteiligen sich die Lahrer Bauern am „Klöppelstreit“, einen Aufstand gegen den neuen Landesherren in Dillenburg. Ursache war die Kriegssteuer, die Fürst Christian von Nassau-Dillenburg den Dörfern auferlegt hatte. Die Bauern jagten die Pfändungsbeamten aus den Dörfern. Ungefähr 1600 Bauern versammelten sich zu einem Heerlager am Seeweiher bei Mengerskirchen. Vieh und bewegliches Vermögen hatten die Bauern über die nahen Grenzen in andere Herrschaften gebracht. Gleichzeitig riefen die Bauern das Reichskammergericht an. Das Gericht bestätigte am 13. Juni 1736 jedoch Christian von Nassau-Dillenburg in seinem Recht und verurteilte die Bauern zu einer Geldstrafe. Christian musste aber die Fürsten von Nassau-Weilburg um Hilfe bitten, um das Urteil zu vollstrecken.

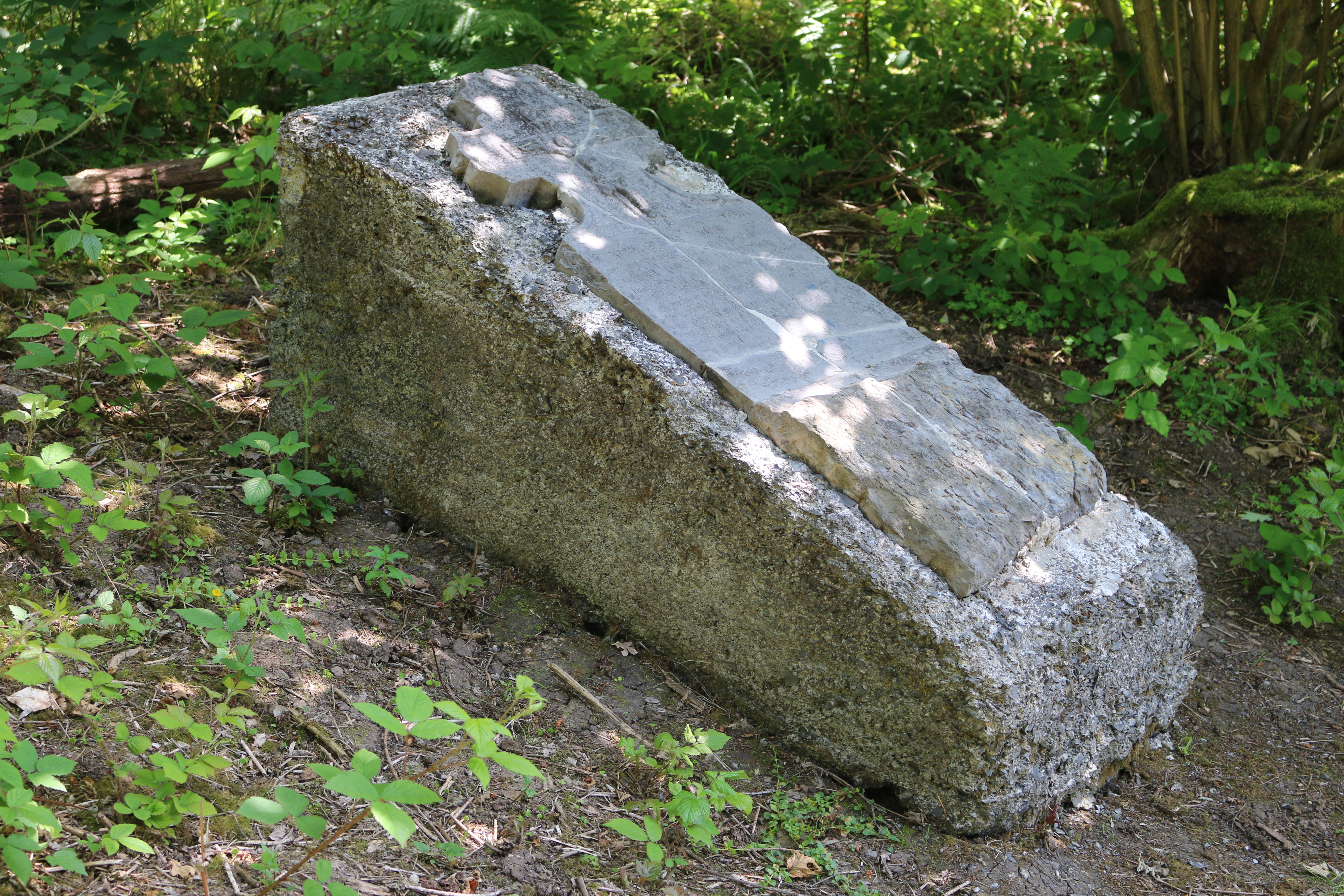
Das Mordkreuz für Wilhelm Keyl

Im Siebenjährigen Krieg war das Dorf 1759 zeitweise von französischen Truppen besetzt. Von diesen wurde der Waldernbacher Bauer Wilhelm Keyl am Backenscheid zwischen Lahr und Waldernbach erschossen. An die Tat erinnert bis heute das Mordkreuz, das die Stelle der Tat anzeigt.
Während des 18. Jahrhunderts kam es wiederholt zu Streitigkeiten mit Merenberg über den Grenzverlauf im Bereich des Pilzbergs. Dieser Streit belastete das Verhältnis zwischen Nassau-Hadamar und Nassau-Weilburg. Er gipfelte in der Erteilung des Schussbefehls an den Nassau-Weilburgischen Förster in Merenberg auf alle Lahrer die den von Merenberg beanspruchten Wald nutzten. Mit der Abmarkung der Grenze 1772/73 wurde der Streit beigelegt. Am 4. März 1790 wütete im Ort eine Feuersbrunst, die erheblichen Schaden verursachte.
Während des Ersten Koalitionskrieges kam es ab 1792 wieder zu Truppendurchmärschen und Einquartierungen. Im Jahr 1795 plünderten französische Truppen die Orte im Amt Ellar. Nach einer Aufstellung des Amtmanns Creutzer betrug von 1795 bis 1800 die in Lahr entstandene Schäden 57.369 Gulden 24 Albus und 4 Pfennig. Aus Lahr waren am 21. November 1810 sechs Personen im französischen Militärdienst.

#### Herzogtum Nassau
Während des 19. Jahrhunderts kam es vereinzelt zu Auswanderungen nach Nordamerika. Zu den Auswanderern gehörte auch der Lahrer Bürgermeister und Müller der Vöhlermühle Wilhelm Heun, der im Jahr 1867 mit seiner Familie nach Nebraska, Colfax County, auswanderte und dort den Ort Heun gründete.
In den Jahren 1830/31 grassiert eine Fleckfieber-Epidemie, an der der Schullehrer Bausch starb. Dies war Anlass, den längst geplanten Bau eines neuen Schulgebäudes voranzutreiben. 1833 wurde dies im Bornweg eingeweiht. Im Jahr 1839 wurde der Gesangverein zum ersten Mal erwähnt. Er ist somit einer der ältesten Gesangvereine des Westerwalds.
Im Oktober 1848 erreichte die Deutsche Revolution den Westerwald. Nach anfänglichen Tumulten und Steuerverweigerungen brach offener Widerstand aus, als das Militär versuchte, Pfänder für die Steuern einzutreiben. Am 5. Februar 1849 kam es zu flächendeckenden Ausschreitungen. In Lahr setzte die Bevölkerung gewaltsam den Schultheiß ab. Mit Wilhelm Heun wurde 1849 erstmals ein Bürgermeister durch die Bevölkerung gewählt. Im gleichen Jahr wurde der Lahrer Pfarrer Johann Georg Rau Mitglied der nachrevolutionären Landstände des Herzogtums Nassau.

#### Preußen
Zum Deutsch-Französischen Krieg werden 27 Einwohner als Soldaten eingezogen, zwei sterben während des Feldzuges. Am Ende des 19. Jahrhunderts war die Bevölkerung so stark gewachsen, dass das Schulgebäude am Bornweg nicht mehr ausreichte. Daher wurde 1899 ein neuer Schulhausbau in der Gartenstraße begonnen. Bereits 1904 wurde in Lahr eine flächendeckende Wasserversorgung für die meisten Häuser errichtet. Dies war das erste Wasserversorgungsnetz im heutigen Waldbrunn. Im Jahr 1907 wurde die Freiwillige Feuerwehr Lahr gegründet.
Während des Ersten Weltkriegs fielen 29 Einwohner bei Kampfhandlungen, 6 Einwohner wurden als vermisst gemeldet. Am 28. Februar 1924 gab es das erste elektrische Licht in Lahr, 1925 das erste Motorrad. Am 22. Dezember 1926 wurde die Kraftpostlinie nach Hadamar eröffnet. In der Konditorei von Bäcker Schardt ertönte das erste Radio. Schilder mit Straßennamen wurden von der Gemeinde am 17. Juni 1927 angeschafft. Zeitweise bestand ein Heimatmuseum im Rathaus.
Die Aufbruchstimmung endete mit der Weltwirtschaftskrise. Die arbeitslose Bevölkerung errichtete in den Jahren 1929 bis 1931 eine Turnhalle und den Sportplatz am Merenberger Weg. 1932 schlossen sich 60 Jugendliche zum freiwilligen Arbeitsdienst zusammen und bauten die Straße nach Heckholzhausen. Nach der Machtübernahme durch die Nationalsozialisten 1933 wurden die Dorfvereine entweder gleichgeschaltet oder stellten ihre Arbeit ein. Zumindest das Wirken der NS-Tötungsanstalt Hadamar war der Bevölkerung bekannt. Im September 1936 lag Lahr in einem ausgedehnten Manövergebiet. Während des Zweiten Weltkriegs fielen 45 Einwohner, 17 Einwohner wurden als vermisst gemeldet.

#### Hessen
Der Bevölkerungsanteil der Heimatvertriebenen betrug 8 Prozent im Jahr 1961 und war deutlich geringer als im Kreis Limburg insgesamt (19 Prozent). Der größte Teil der Heimatvertriebenen stammte aus der damaligen Tschechoslowakei.
In der zweiten Hälfte der 1960er Jahre wurde Lahr vom allgemeinen Aufschwung (Wirtschaftswunderzeit) erfasst. Die Gemeinde entwickelte eine rege Bautätigkeit. Es wurde 1968 eine neue Schule in der Flur „vor Weltersbühl“ gebaut. Im selben Jahr wurde ein neues Wasserwerk an der Straße nach Waldernbach angelegt. Zwischen 1968 und 1972 wurde eine neue Sporthalle erbaut. 1974 erfolgte ein Ausbau des Sportplatzes. Im Jahr 1982 feierte der Ort sein 1200-jähriges Bestehen.

## Bevölkerung

### Einwohnerstruktur 2005
In Lahr leben 2005 Einwohner aus 18 Nationen. Der Ausländeranteil beträgt sieben Prozent. Die größte ausländische Bevölkerungsgruppe hat die portugiesische Staatsangehörigkeit, gefolgt von Bürgern aus Serbien und Montenegro.
Die vorherrschende Religion ist Römisch-katholisch. Ungefähr 70 Prozent der Einwohner gehören diesem Glauben an. Die katholische Pfarrei St. Blasius im Westerwald unterhält zwei Kirchen im Ort und betreibt den Kindergarten. Um das Ferienheim „Winnau“ kümmert sich der Verein „Freundeskreis Winnau“. Mit den Sternsingern, den Klapperbuben und der Fronleichnamsprozession wirkt die Gemeinde im Dorf über die Kirche hinaus. Zahlreiche Bildstöcke und Wegkreuze prägen das Ortsbild und die Gemarkung.
Ungefähr 16 Prozent der Einwohner gehören der evangelischen Kirche an. Die nächste evangelische Kirche ist in Heckholzhausen. Rund 14 Prozent der Einwohner gehören anderen Religionsgruppen an oder sind konfessionslos.

### Zensus 2011
Nach den Erhebungen des Zensus 2011 lebten am Stichtag dem 9. Mai 2011 in Lahr 1239 Einwohner. Darunter waren 75 (6,0 %) Ausländer.
Nach dem Lebensalter waren 201 Einwohner unter 18 Jahren, 540 zwischen 18 und 49, 255 zwischen 50 und 64 und 243 Einwohner waren älter.
Die Einwohner lebten in 522 Haushalten. Davon waren 135 Singlehaushalte, 162 Paare ohne Kinder und 168 Paare mit Kindern, sowie 45 Alleinerziehende und 12 Wohngemeinschaften. In 114 Haushalten lebten ausschließlich Senioren und in 348 Haushaltungen lebten keine Senioren.

### Einwohnerentwicklung
| Jahr | Haushalte |
| ---- | --------- |
| 1608 | 20        |
| 1615 | 21        |
| 1624 | 18        |
| 1679 | 23        |
| 1751 | 65        |
| 1804 | 91        |
| 1820 | 147       |

### Historische Religionszugehörigkeit
| • 1885: | ein evangelischer (= 0.,12 %), 814 katholische (= 98,07 %), 15 jüdische (= 1,81 %) Einwohner |
| • 1961: | 37 evangelische (= 3,45 %), 1035 katholische (= 96,37 %) Einwohner                           |

## Religion

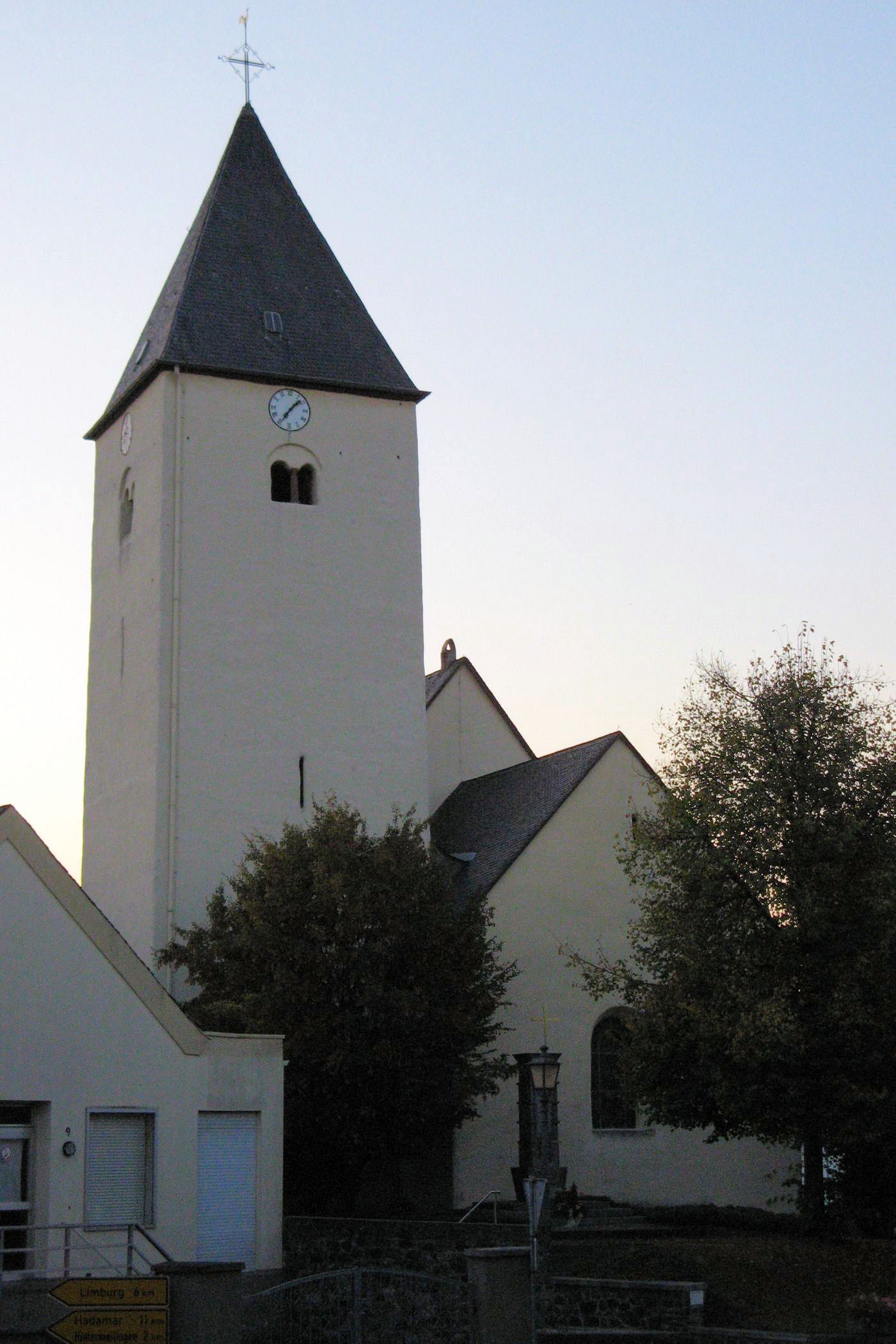
Ostseite der historischen Kirche mit Chor und Wehrturm

Die alte Pfarrkirche, eine romanische Pfeilerbasilika wurde im 13. Jahrhundert erbaut, sie war Mittelpunkt einer wahrscheinlich früher gegründeten Urpfarrei. Der früheste bekannte Pfarrer war der Dekan Herr Dietrich, der als Zeuge am 1. Juli 1284 eine Urkunde für das Kloster Beselich siegelte. Filialkirchen waren die Appenkirche bei Merenberg und die Liebfrauenkirche am Seeweiher bei Mengerskirchen.
Mit dem Einsetzen der Reformation in Nassau-Weilburg wurde 1532 die Appenkirche aus dem Kirchspiel herausgelöst. Vier Jahre später setzte die Reformation auch in der Grafschaft Nassau-Dillenburg ein. Die Pfarrei wurde lutherisch. Um 1557 wurde der Calvinismus eingeführt. Im Zuge der Reformation wurde 1582 die Kirchspielschule für die Region gegründet. Johann Ludwig von Nassau-Hadamar veranlasste 1630 die Rekatholisierung.
Seit dem 17. Jahrhundert sind im Bereich des Kirchspiels Lahr wohnende Juden belegt. Zentrum der Gemeinde war die im Jahr 1717 gegründete Synagoge in Ellar. Bis 1843 war die jüdische Gemeinde im Amt Ellar auf 124 Mitglieder angewachsen. Bestrebungen, eine weitere Synagoge in Lahr einzurichten, scheiterten an der mangelnden finanziellen Leistungsfähigkeit der Gemeinde. Um die bestehende Gemeinde zusammenzuhalten, ging die herzoglich nassauische Regierung energisch gegen die Winkelgottesdienste in Lahr vor.
Im Jahr 1806 wurde, nach der Zugehörigkeit zum Großherzogtum Berg, die Sommerschule eingeführt. Nachdem der Ort an das Herzogtum Nassau gefallen war, wurde im Rahmen der Schulreform die Kirchspielschule 1817 in staatliche Trägerschaft übernommen. Im folgenden Jahrhundert gründeten die zur Pfarrei gehörenden Orte zunehmend eigene Pfarreien. Die Freiheitsbewegung des Jahres 1848 hatte zur Folge, dass die Lahrer Katholiken wieder viele Jahrzehnte zur Wallfahrtskapelle Maria Hilf Beselich pilgerten und dort eindrucksvoll ihren Glauben kundgaben.
In den Jahren 1964 bis 1966 wurde die neue Kirche erbaut und am 30. Oktober 1966 eingeweiht. Sie steht unter Denkmalschutz.

## Politik
Der Ort gehört bei Wahlen zum Deutschen Bundestag zum Wahlkreis 178 Rheingau-Taunus – Limburg, für Wahlen zum Hessischen Landtag zum Wahlkreis „21 Limburg-Weilburg I“.
Ortsbeirat
Mit der Gebietsreform ist die Gemeindeverwaltung auf die Gemeinde Waldbrunn (Westerwald) übergegangen. Im Ort besteht ein Ortsbeirat aus fünf Mitgliedern. An der Spitze des Ortsbeirates steht der Ortsvorsteher Oliver Hölzer (Stand: 2021). Der Ortsbeirat hat, gegenüber der Gemeindevertretung, Vorschlags- und Anhörungsrecht in den Angelegenheiten, die den Ort betreffen.
Die Wahl des Ortsbeirats richtet sich nach dem hessischen Kommunalwahlrecht. Dieses sieht das Kumulieren und Panaschieren vor. Die nächste Kommunalwahl findet 2026 statt. Die Kommunalwahl in Hessen 2021 lieferte, für den Ortsbeirat, folgendes Ergebnis:
| Parteien und Wählergemeinschaften | Parteien und Wählergemeinschaften           | Sitze 2021 | Sitze 2011 | Sitze 2006 | Sitze 2001 |
| CDU                               | Christlich Demokratische Union Deutschlands | 2          | 2          | 3          | 3          |
| SPD                               | Sozialdemokratische Partei Deutschlands     | 1          | 1          | 0          | 1          |
| BLW                               | Bürgerliste Waldbrunn                       | 2          | 2          | 2          | 1          |
| Gesamt                            | Gesamt                                      | 5          | 5          | 5          | 5          |

Ortswappen
Der Ort führte bis zur Gebietsreform in den 1970er Jahren kein eigenes Wappen. Im Zuge der Gebietsreform übernahm die Gemeinde Waldbrunn (Westerwald) das Wappen des Orts Ellar als Gemeindewappen. Als inoffizielles Wappentier dient dem Ortsteil Lahr ein Hahn, der als Lorscher Gickel bezeichnet wird.

## Kultur und Sehenswürdigkeiten

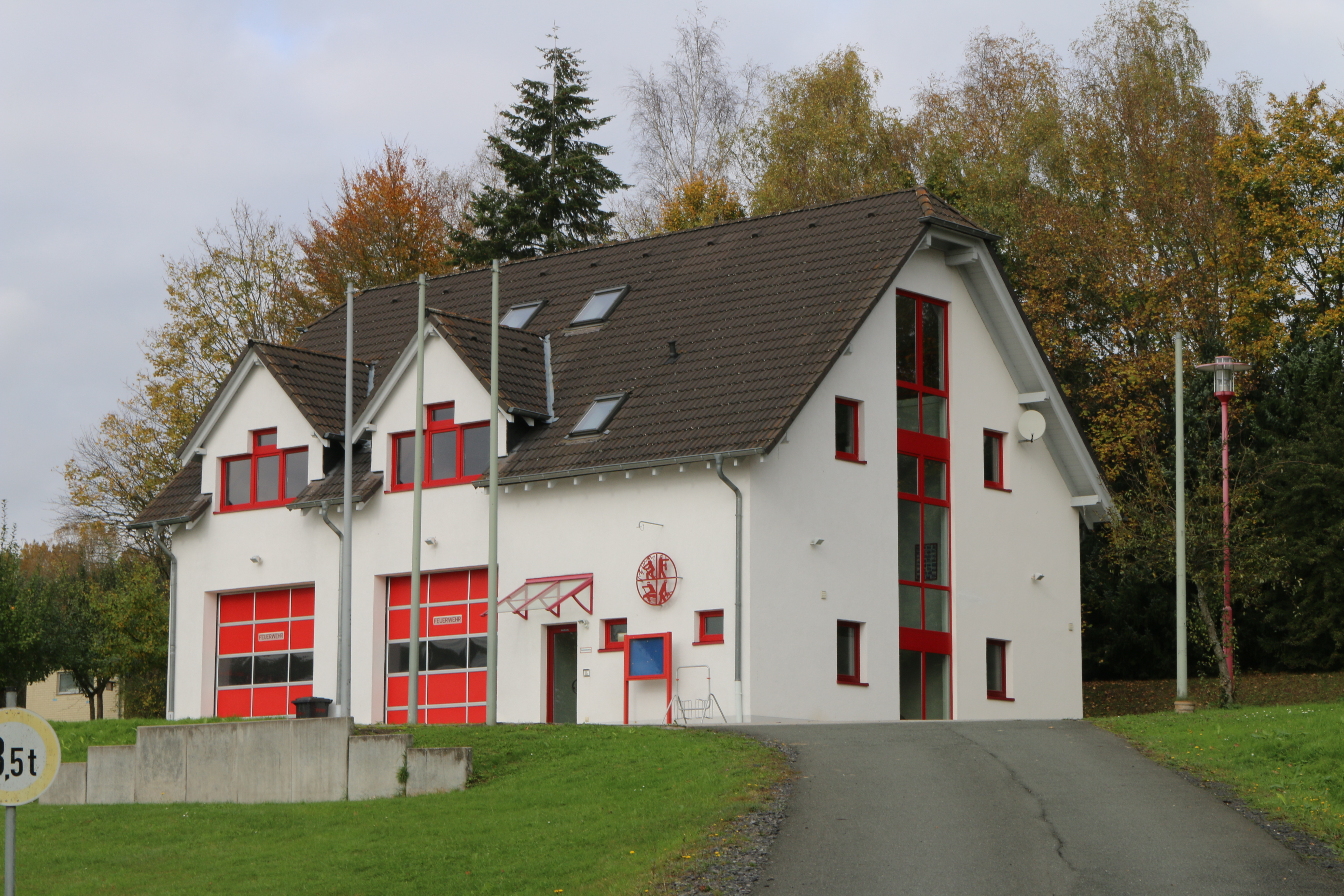
Das Feuerwehrhaus der Freiwilligen Feuerwehr Lahr

### Vereine
Das kulturelle Leben des Dorfes wird von den Vereinen getragen. Das Vereinsleben ist von dem traditionellen katholischen Milieu geprägt. Es bestehen Vereine wie die Katholische Arbeitnehmer-Bewegung (gegründet 1900), die DJK Sportgemeinschaft (gegründet 1928) oder die Kolpingsfamilie (gegründet 1946) im Ort. Die Chorgemeinschaft 1839 e. V. ist einer der ältesten Gesangvereine des Westerwalds. Der gemischte Chor ist auch als Kirchenchor tätig.
Die im Jahr 1907 gegründete Freiwillige Feuerwehr Lahr feierte im Jahr 2007 ihr 100-jähriges Bestehen. Sie ist die älteste Freiwillige Feuerwehr in der heutigen Gemeinde Waldbrunn. Mit der am 26. Oktober 1977 gegründeten Jugendfeuerwehr ist sie ein wichtiger Träger der Jugendarbeit im Ort. Seit 2. Mai 2009 gehört auch eine Kinderfeuerwehr dazu.

### Sport

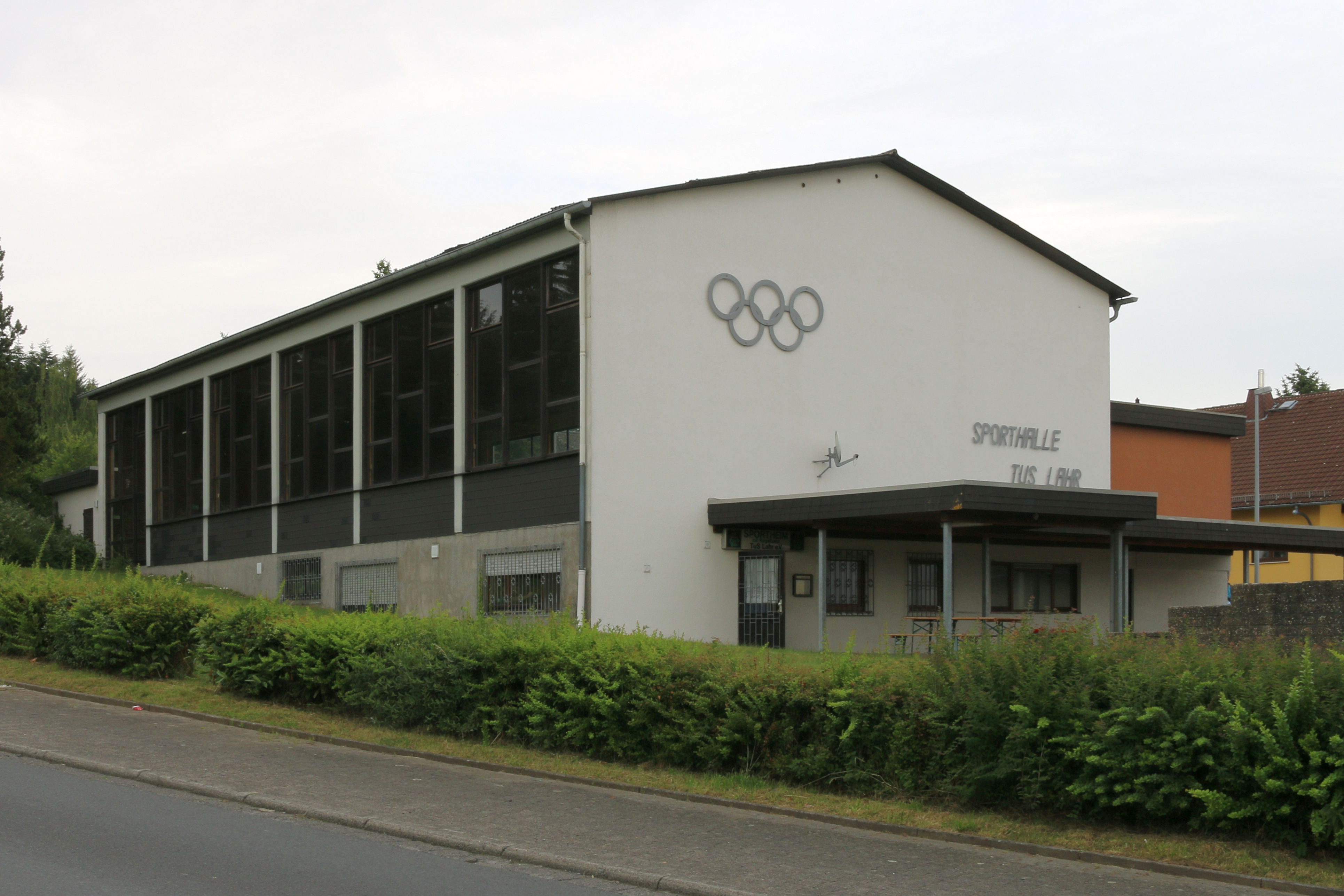
Sporthalle

Der Ort verfügt über eine Sporthalle, die auch als Mehrzweckhalle genutzt wird, und ein Kunstrasenkleinfeld für Ballspiele. Mehrere Vereine wie der Turn- und Sportverein e. V. (gegründet 1921) und die DJK-Sportgemeinschaft (ursprünglicher Name: Edelweiß Lahr) organisieren ein umfangreiches Programm. Die Fußballabteilung des Turn- und Sportvereins e. V. gehörte von 2003 bis 2017 zur Spielgemeinschaft Hausen/Fussingen/Lahr. Seit dem Jahr 2017 gehört sie dem FC Waldbrunn an.

### Naturschutz

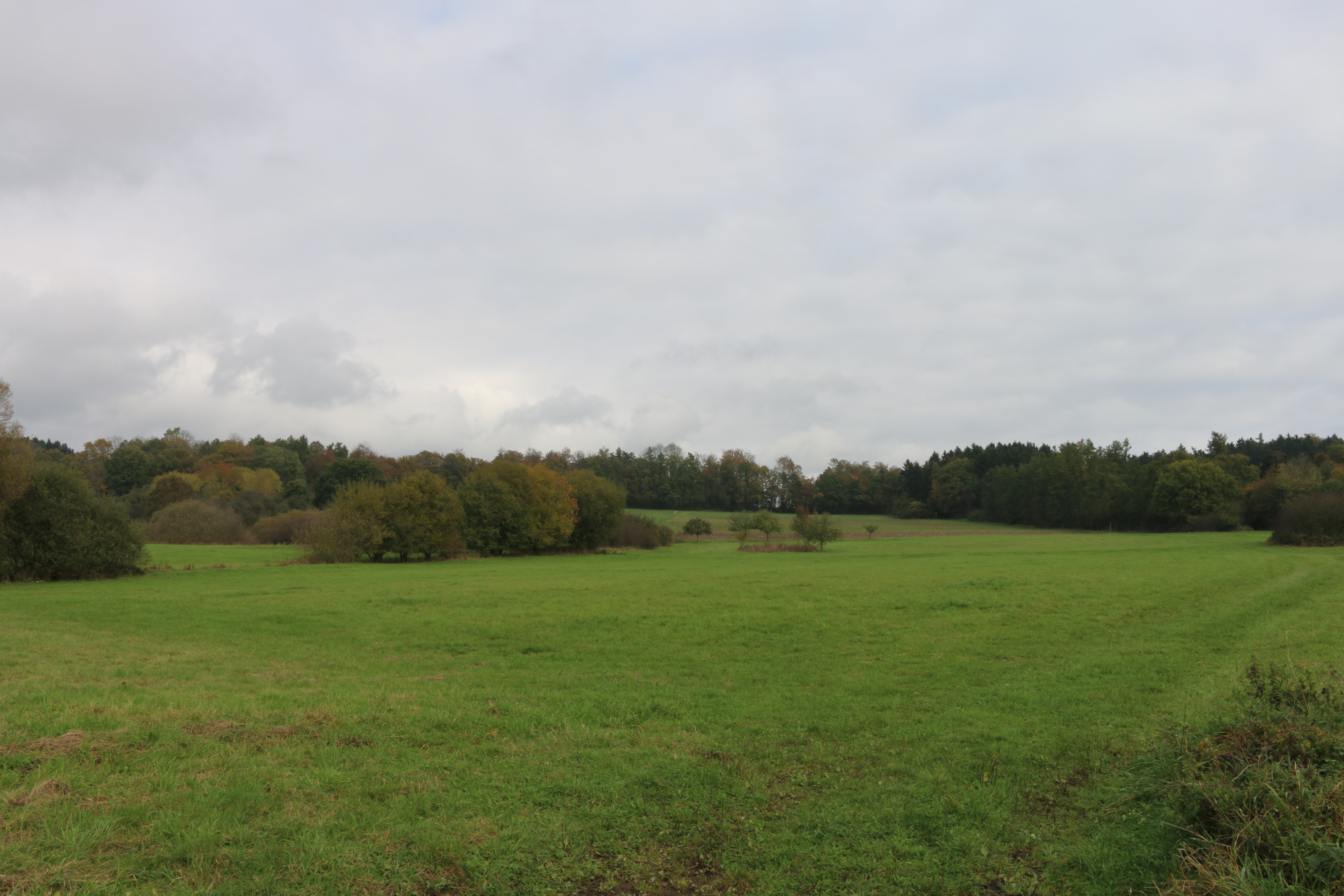
Das Schutzgebiet Wiesen nördlich Lahr

Nördlich des Ortes befindet sich mit den Wiesen nördlich Lahr ein Fauna-Flora-Habitat-Schutzgebiet. Dieses Schutzgebiet dient besonders den gefährdeten Arten Dunkler (Maculinea nausithous) und Heller Wiesenknopf-Ameisenbläuling (Maculinea teleius) als Lebensraum.

### Bauwerke

#### Kulturdenkmäler
Neben der Kirchanlage stehen im Ortskern noch einige wenige Fachwerkgebäude, insbesondere die für den Westerwald typischen Einhäuser. Ebenfalls sind einige um 1900 erbaute Häuser erhalten. Diese verfügen zum Teil über eine aufwendige Fassadengestaltung.
Im ehemaligen Rathaus ist ein funktionsfähiges Backes (Gemeindebackhaus) erhalten. Das Gebäude diente auch als Ortsgefängnis und war zeitweise Heimatmuseum, Unterkunft für Wohnsitzlose und Heimatvertriebene, Feuerwehrhaus, und ist heute Vereinsheim des Kleintierzuchtvereins.

#### St. Johannes der Täufer
Hauptartikel: St. Johannes (Lahr Westerwald)
Die bedeutendste Sehenswürdigkeit ist die Kirchanlage „St. Johannes der Täufer“. Sie besteht aus der romanischen Pfeilerbasilika des 13. Jahrhunderts, der neuen oktogonalen Pfarrkirche, den wuchtigen Basaltstützmauern, dem Pfarrhaus, Resten des alten Kirchspielfriedhofs und einem geschützten Bestand an alten Linden.

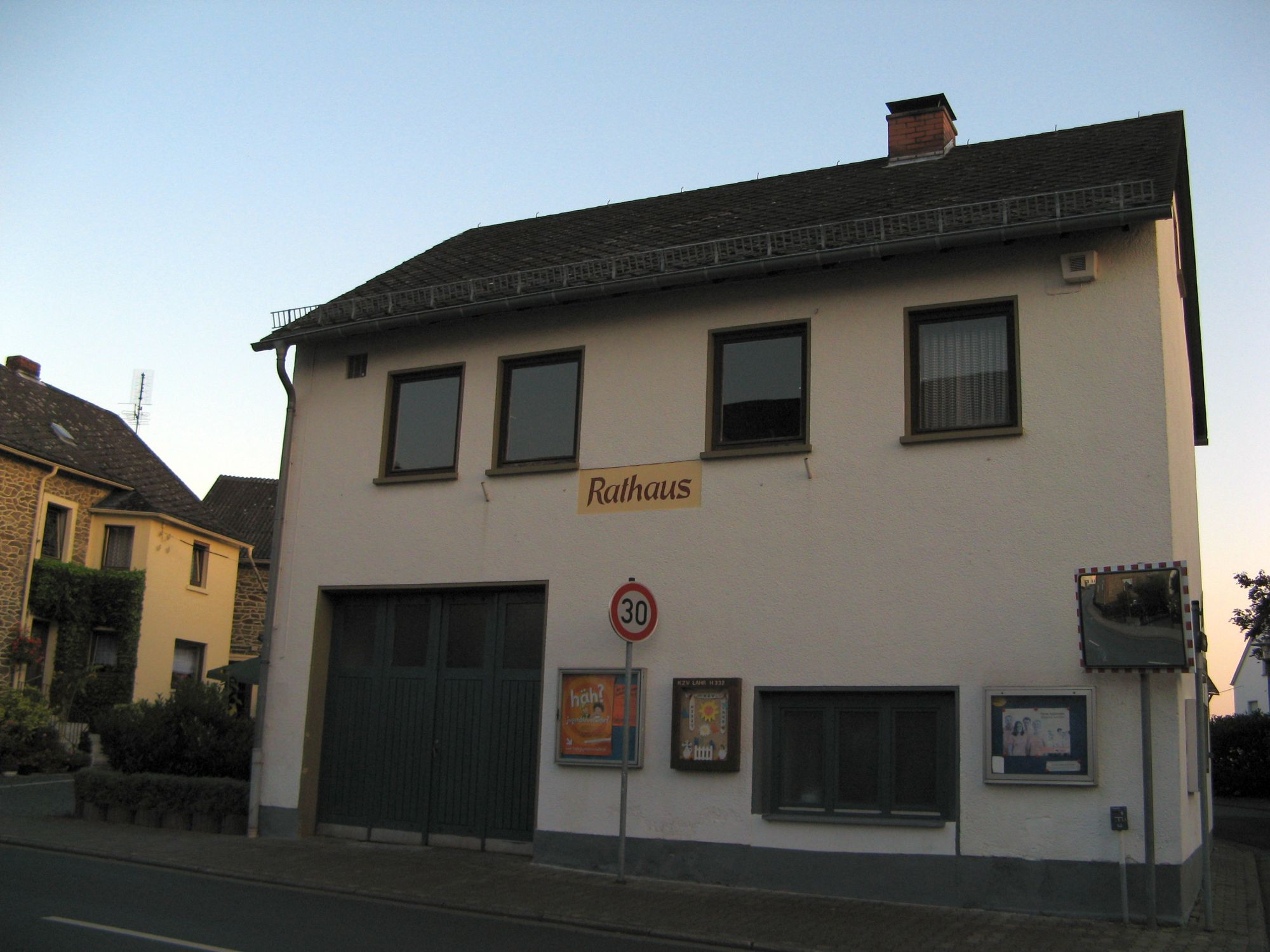
Das Back- und Rathaus im Ortskern
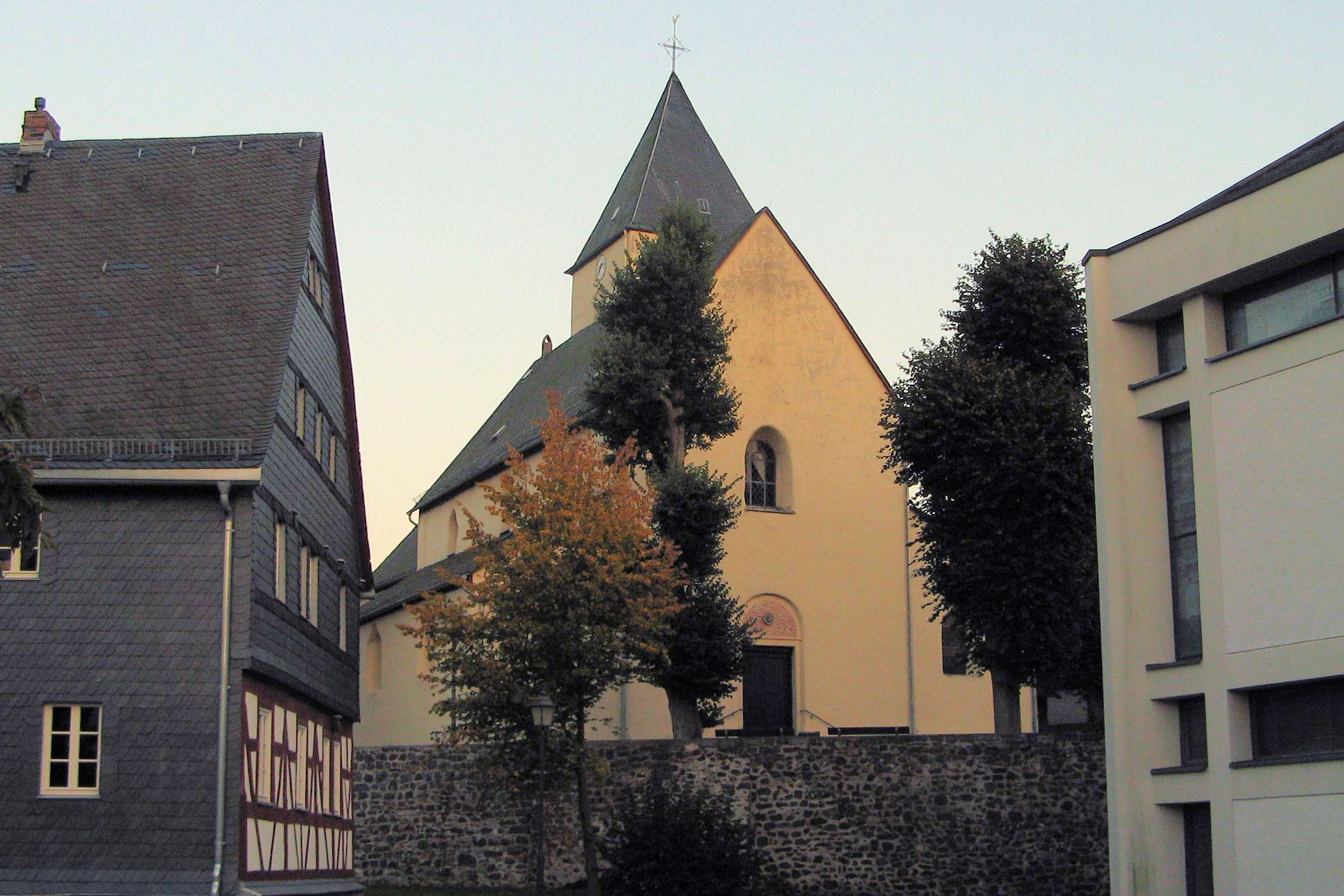
Westseite der alten Kirche über der massiven Basaltstützmauer zwischen Pfarrhaus und neuer Kirche

### Regelmäßige Veranstaltungen
Die wichtigsten Feste des katholisch geprägten Dorfes sind der Fastnachtsumzug am Fastnachtsdienstag und die Kirmes im September. Als traditionelle Veranstaltungen bestehen der Frühjahrs- und der Herbstmarkt. Darüber hinaus gibt es zahlreiche Straßenfeste wie das Backesfest, das Feuerwehrfest oder das Pfarrfest.
Seit 2002 findet jährlich die Veranstaltung „Waldbrunn on the Road/Waldbrunn uf de Baa“ statt. Für den Rad-, Wander- und Skatertag werden die Straßen in Waldbrunn und in den Nachbarorten für den Kraftfahrzeugverkehr gesperrt. Die Veranstaltung wird von einem umfangreichen Rahmenprogramm begleitet.

### Kulinarische Spezialitäten
Die regionale Küche entspricht der westerwaldtypischen Küche. Diese beschrieb Johann Textor in seiner Nassauer Chronik 1617 mit den Worten: „Die Hausspeisen / so wol bey den Bürgern in den Stätten / als den Bau: und Dorfleuten auf dem Lande / seind entweder von rein: oder aber mit Gersten / Hafern / Bohnen etc. gemengtem Korn gebackene Brot: Bey maalzeiten / und sonst auch wol Weck od' Weizenbrot: frisch Kalb: Hämmel: Schaf: Rind und Schweinenfleisch: Suppen oder Brühe / etwa auch vom Wein / Bier oder Milch gemacht.“ Zu dieser Liste ist in den folgenden Jahrhunderten noch die Kartoffel als wichtiges Nahrungsmittel hinzugetreten.
Zu den einheimischen Gerichten gehören z. B. das „Pfännchen“. Hierbei handelt es sich um gebackene Eier mit Speck, Blut- und Leberwurst. Ebenfalls ist der „Dippekuchen“ aus geriebenen Kartoffeln mit gewürfeltem Schinken und Eiern ein traditionelles Gericht, als Beilage wird er mit „Äppelmok“ (Apfelmus) verzehrt. Ein weiteres traditionelles Gericht ist der „Eierkäs“, eine Süßspeise aus gestockten Eiern mit Milch und Zucker, für dessen Zubereitung mit der „Eierkässeih“ (Eierkäsesieb) ein spezielles Geschirr benötigt wird.
Traditionelle Getränke sind Apfelwein und Kornbrand. Mittlerweile hat das Bier jedoch die vorherrschende Bedeutung. Wie in anderen Orten wurde zu Silvester „Brocksel“ zubereitet, eine Speise aus Lebkuchen, braunem Kandiszucker und Kornbrand.

## Wirtschaft und Infrastruktur
Lahr verfügt heute über die ortsüblichen Handwerks- und Dienstleistungsbetriebe. Der überwiegende Teil der Bevölkerung pendelt allerdings zur Arbeit nach Limburg oder in das Rhein-Main-Gebiet.

### Verkehr

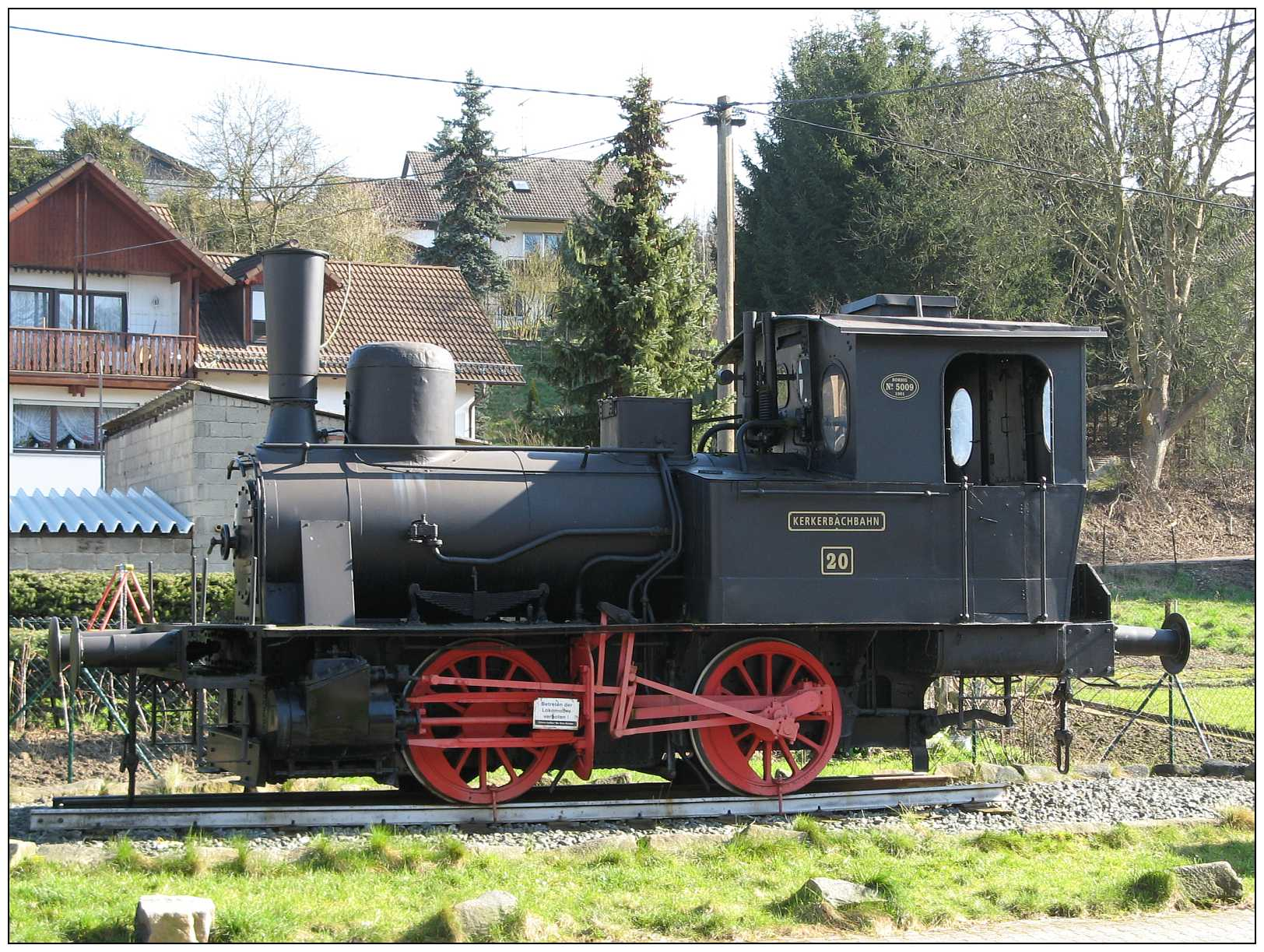
Die Lokomotive der Firma Borsig, Baujahr 1901, wurde als Denkmal für die Kerkerbachbahn in Heckholzhausen aufgestellt.

Durch den Ort verlaufen keine Fernstraßen. Die nächsten Anschlussstellen an die Bundesstraße 49 befinden sich in Heckholzhausen. Seit der Stilllegung der Kerkerbachbahn 1958 existiert keine Bahnlinie mehr. Es verkehren jedoch regelmäßig Buslinien nach Limburg an der Lahn. Die Entfernung zum Flughafen Frankfurt beträgt etwa 80 km.
Lahr liegt am Hessischen Radfahrweg R8 und am Kerkerbachtalradweg. Der Ort hat ein ausgedehntes Netz an ausgeschilderten Wanderwegen.

### Bildung
In Lahr besteht der katholische Kindergarten „St. Johannes der Täufer“ seit 1954. Der Ort verfügt über eine Grundschule. Als weiterführende Schule dienen als Haupt- und Realschule die Westerwaldschule in Waldernbach. Das nächste Gymnasium ist in Hadamar, weiterhin werden weiterführende Schulen in Limburg an der Lahn besucht.

### Öffentliche Einrichtungen
In Lahr sorgt die Freiwillige Feuerwehr Lahr, gegr. 1907 (seit 26. Oktober 1977 mit ihrer Jugendfeuerwehr und ab 2. Mai 2009 mit Kinderfeuerwehr) für den abwehrenden Brandschutz und die allgemeine Hilfe.

## Persönlichkeiten

### Ehrenbürger
- Alfons Heun oCist. (* 17. Juli 1898 in Lahr; † 28. Juni 1984 in Dernbach bei Kloster Marienstatt), besuchte das Gymnasium des Internats im Kloster Marienstatt. Nach der Priesterweihe am 16. Juni 1924 trat er in den Zisterzienserorden ein. Ab 1927 übernahm er die Leitung des Wiederaufbaus der verwaisten Kloster Hardehausen in Westfalen dessen erster Abt er wurde. Nach der Auflösung des Klosters durch die NS-Regierung 1938 wendete er sich nach Brasilien und gründete das Kloster Hardehausen-Itatinga in Itatinga. 1957 kehrte er nach Deutschland zurück. Bis zu seinem Tod war er in Deutschland für den Zisterzienserorden tätig. Er war Ehrenbürger seiner Geburtsgemeinde die im 2008 angelegten Neubaugebiet eine Straße nach ihm benannte.

### Persönlichkeiten, die vor Ort gewirkt haben
- Rutger Hesselman, Jesuitenpater († 30. April 1637), der zur Rekatholisierung des Fürstentums Hadamar gekommen war. Er machte sich während einer Pestepidemie um die unermüdliche Pflege der Kranken verdient und wurde in der Pfarrkirche Liebfrauen in Hadamar bestattet. Nach ihm ist in Lahr eine Straße benannt.